# Premio Nacional de Saberes Tradicionales de Venezuela
El Premio Nacional de Saberes Tradicionales de Venezuela es un galardón bienal destinado a premiar los desempeños o investigaciones en el plano del conjunto de los conocimientos populares.
En 2014, el Premio Nacional de Cultura Popular fue renombrado como «Saberes Tradicionales». Sin embargo, en 2020 el renglón comenzó a recibir la denominación de «Culturas Populares» y creó una categoría aparte para «Saberes Tradicionales».
El primer recipiente de este premio bajo el nuevo formato fue Jesús Mujica Rojas.

## Lista de galardonados
| Año       | Artista            |
| --------- | ------------------ |
| 2019-2020 | Jesús Mujica Rojas |
| 2021-2022 | Luisa Pérez Madriz |